# Romain Huret
Pour les articles homonymes, voir Huret.
Romain Huret, né le 16 mai 1972 à Abbeville (Somme), est un enseignant-chercheur et historien français.
Directeur d'études à l'École des hautes études en sciences sociales (EHESS), qu'il préside depuis novembre 2022, il est spécialiste de l'histoire des États-Unis du XXe siècle, se consacrant principalement à l'étude des inégalités économiques et sociales aux États-Unis.

## Biographie
Après des études au lycée Masséna de Nice, Romain Huret obtient une maîtrise d’histoire en 1994 à l'université Panthéon-Sorbonne. Deux ans plus tard, il est reçu à l'agrégation d'histoire. Grâce à une bourse de la  commission Fulbright, il poursuit ses études en histoire des États-Unis à l'université de Virginie.
En 2003, il obtient un doctorat à l'École des hautes études en sciences sociales avec une thèse, intitulée Le grand dessein : les experts sociaux et la construction de la guerre contre la pauvreté aux États-Unis 1945-1972, rédigée sous la direction de François Weil. Le prix Marie-France Toinet de la Société d'études nord-américaines lui est décerné en 2004.
Il est élu maître de conférences à l'université Lumière Lyon 2 en 2005. Il est membre de l'Institut universitaire de France de 2008 à 2013.
Il obtient une habilitation à diriger des recherches (HDR) en 2012 à l'Université Panthéon-Sorbonne, avec pour sujet « Voltaire et les cowboys. Éléments pour
une histoire sociale des institutions aux États-Unis à l’époque contemporaine (XIXe siècle—XXe siècle) » et pour garant l'historien Christophe Charle.
En 2014, il est élu directeur d'études à l'École des hautes études en sciences sociales. De 2014 à 2017, il y dirige le Centre d'études nord-américaines. Il est élu le 26 novembre 2022 à la présidence de l’École des hautes études en sciences sociales.

## Travaux scientifiques
Après des premiers travaux sur la pauvreté aux Etats-Unis dans le cadre de sa thèse, il s'est intéressé à l'histoire de la fiscalité et du capitalisme toujours aux Etats-Unis dans une perspective à la fois sociale et politique. Ses livres ont été publiés en France (La Découverte; Les Arènes) et aux Etats-Unis (Harvard University Press; Cornell University Press). Il a contribué à repenser la fabrique des inégalités aux Etats-Unis dans la longue durée.
Il achève une histoire sociale des célibataires aux Etats-Unis, intitulée Les Oubliés de la Saint-Valentin. Des vies à l'ombre du mariage (Etats-Unis, XXe siècle) à paraître aux éditions La Découverte.
Il a également écrit des documentaires pour la télévision française sur les conservateurs américains et l'environnement pour France 5 et l'histoire du capitalisme aux Etats-Unis pour Arte. Il a également écrit avec Thomas Snégaroff un podcast pour France Inter sur l'histoire de la démocratie aux États-Unis (États-Unis, anatomie d’une démocratie), plus tard adapté en livre aux éditions Les Arènes.

## Publications
- La fin de la pauvreté ? Les experts sociaux et la Guerre contre la pauvreté aux États-Unis (1945-1974), Paris, Ed. de l'EHESS, 2008 (ISBN 978-2713221620). Livre du mois du magazine La Recherche (2008)[11]. (en) The Experts' War on Poverty. Social Research and the Welfare Agenda in Postwar America (trad. du français par John Angell), Ithaca, Cornell University Press, 2018 (ISBN 978-0801450488).
- Katrina 2005 : l'ouragan, l'État et les pauvres, Paris, Ed. de l'EHESS, 2010 (ISBN 978-2713222689). Livre du jour de Libération[12].
- (avec Randy Sparks), Hurricane Katrina : A Transatlantic Perspective, Baton Rouge, Louisiana University Press, 2014[13].
- American Tax Resisters, Cambridge, Harvard University Press, 2014 (ISBN 978-0674281370). Livre du jour du Boston Globe[14].
- (avec Nelson Lichtenstein et Jean-Christian Vinel), Capitalism Contested. The New Deal and Its Legacies, Penn, University of Pennsylvania Press, 2020[15].
- Les millions de monsieur Mellon : Le capitalisme en procès aux États-Unis (1933-1941), Paris, La Découverte, 2023 (ISBN 978-2348075957). Livre du jour du quotidien Le Monde[16] et Libération[17].
- (avec Thomas Snegaroff en co-auteur, Delphine Papin en cartographie et Floriane Picard en illustration) États-Unis. Anatomie d'une démocratie, Paris, Les Arènes, 2024 (ISBN : 9791037512642).